# Kosalektawi
Kosalektawi (Kosalextawi, Alturas people), jedno od plemena Pit River Indijanaca, porodica Palaihnihan. Tradicionalno su povezani uz područje Alturasa u sjeveroistočnoj Kaliforniji, gdje vjerojatno i danas imaju potomaka na federalno priznatim rezervatima Alturas i X L Ranch sa sjedištem u Alturasu u okrugu Modoc.
Govorili su istoimenim dijalektom Qosalektawi ili Kosalektawi [acv-qos]